# Howelsen Hill
Howelsen Hill je  ameriška skakalnica, ki se nahaja v kraju Steamboat Springs, v zvezni državi Kolorado. Tu so bili postavljeni tudi trije svetovni rekordi. 

## Zgodovina
Leta 1905 je umetnik nastopal v ameriškem cirkusu Bailey, kjer se je v svoji točki pretvarjal da je smučarski skakalec. V tem času so ta nenavaden šport poimenovali kar smučarsko jadranje. Možakar, ki je nastopil v tej točki pa ni bil nihče drug kot norveški imigrant Karl Howelsen, ki je dve leti pred tem zmagal na skokih v Holmenkollnu. Nekaj let kasneje se je ustalil v Steamboat Springsu. 
Tukaj je Howelsen zgradil tudi prvo skakalnico, po katerem je le ta poimenovana in posledica tega je bila leta 1915 tudi ustanovitev zimsko smučarskega kluba Steamboat. Leta 1931 so skakalnico povečali. Leta 1937 so odprli prvo vlečnico, leto kasneje pa so tam prvič priredili skoke pod lučmi. V letih 1948 in 1959 so zraven zgradili še manjše skakalnice. 
Leta 1972 je bila naletna smučina požgana in uničena, za popolno obnovo in rekonstrukcijo naprave so potrebovali kar 5 let do leta 1977, ko so jo ponovno odprli. 
Pozicioniran v srediču gorovja Rocky Mountains je Steamboat Springs skupaj s skakalnicami, smučarskimi progami in tekaškimi progami, eden vodilnih smučarskih centrov v Koloradu. Že od leta 1914 tukaj vsako leto poteka zimski festival "Winter Carnival" z različnimi tekmovanji in je sinonim za dolgoletno tradicijo.

## Svetovni rekord
- 1916  Ragnar Omdtvedt 58,5 m
- 1917  Henry Hall 61,9 m
- 1918  Henry Hall 62,2 m